# 대관령 삼양목장
대관령 삼양목장(大關嶺 三養牧場)은 강원도 평창군 대관령면 횡계리 산에 있는 목축장이자 관광지이다.

## 개요
삼양식품의 자회사인 삼양목장 주식회사에서 운영하는 사유지이자 목축장이다. 1972년 대관령 산 일대에 펼쳐진 최대 목축장이며 대관령 고산지대에 있는 초원과 들판이 펼쳐지고 젖소와 한우 등이 사육되고 있다. 본래 삼양식품의 개인 사유지로 삼양라면 TV 광고 당시에 공개된 적이 있고 삼양식품 광고에서도 공개된 적이 있으며 이전까지는 목축업으로 운영되는 사유지로 있다가 2007년에 관광지로 변경하여 대중에게 개방하였다.
동양 최대 2000만 면적의 목축장과 고산지대와 초원이 있으며 현재 한우와 젖소 등 소를 사육하고 있고 봄, 여름, 가을에는 삼양목장 셔틀버스를 통해서 방문할 수 있고 겨울에는 자가용으로 방문할 수 있다.
목장 출입구에 목장마트라는 마트가 있다. 삼양식품의 라면과 유제품, 아이스크림 등을 판매하고 있다.
개장시간은 09시이며, 5월 ~ 10월에는 17시에, 11월 ~ 4월에는 16시 30분에 폐장한다.

## 사진

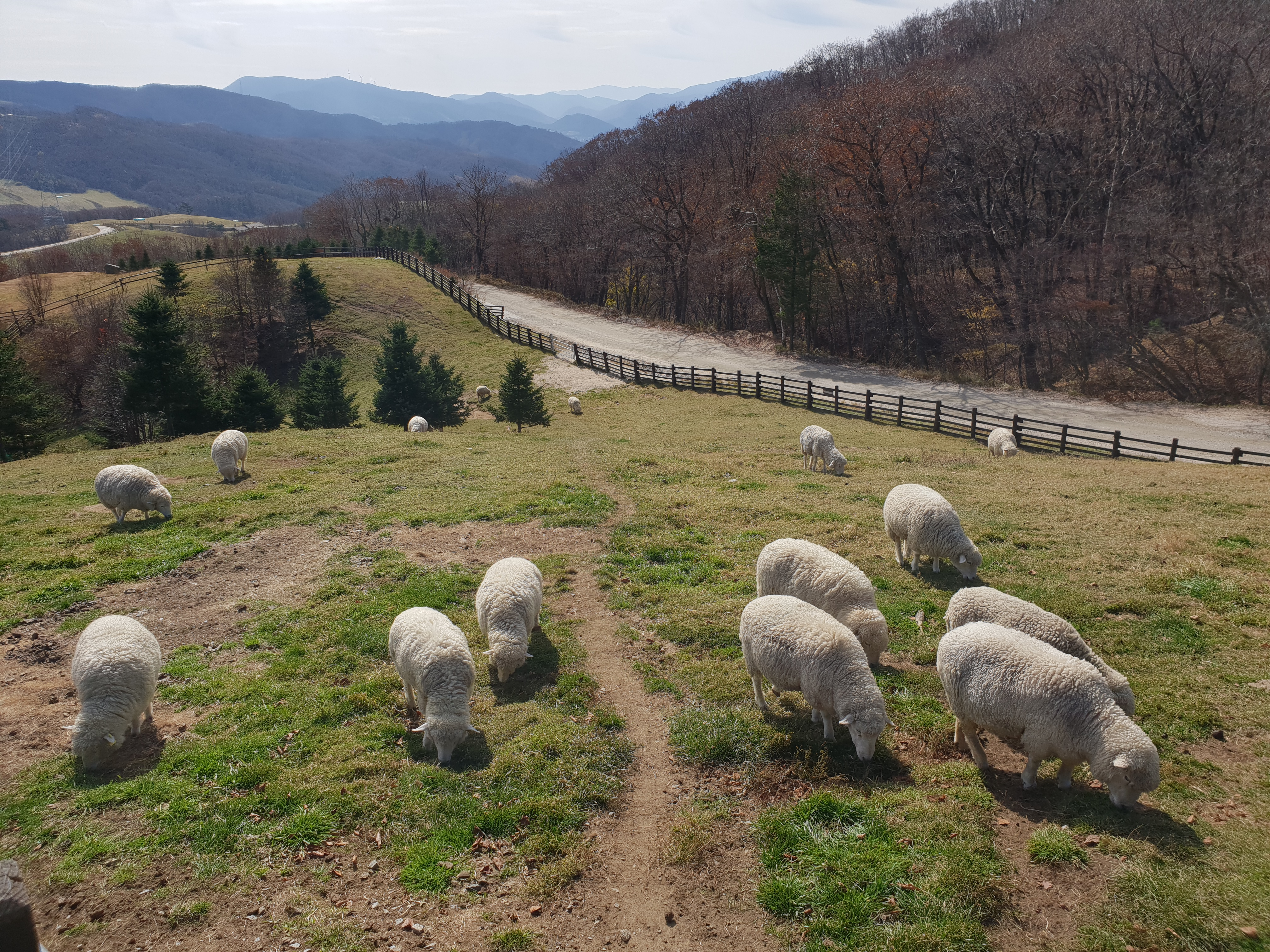
대관령 삼양목장 (2018년 10월)
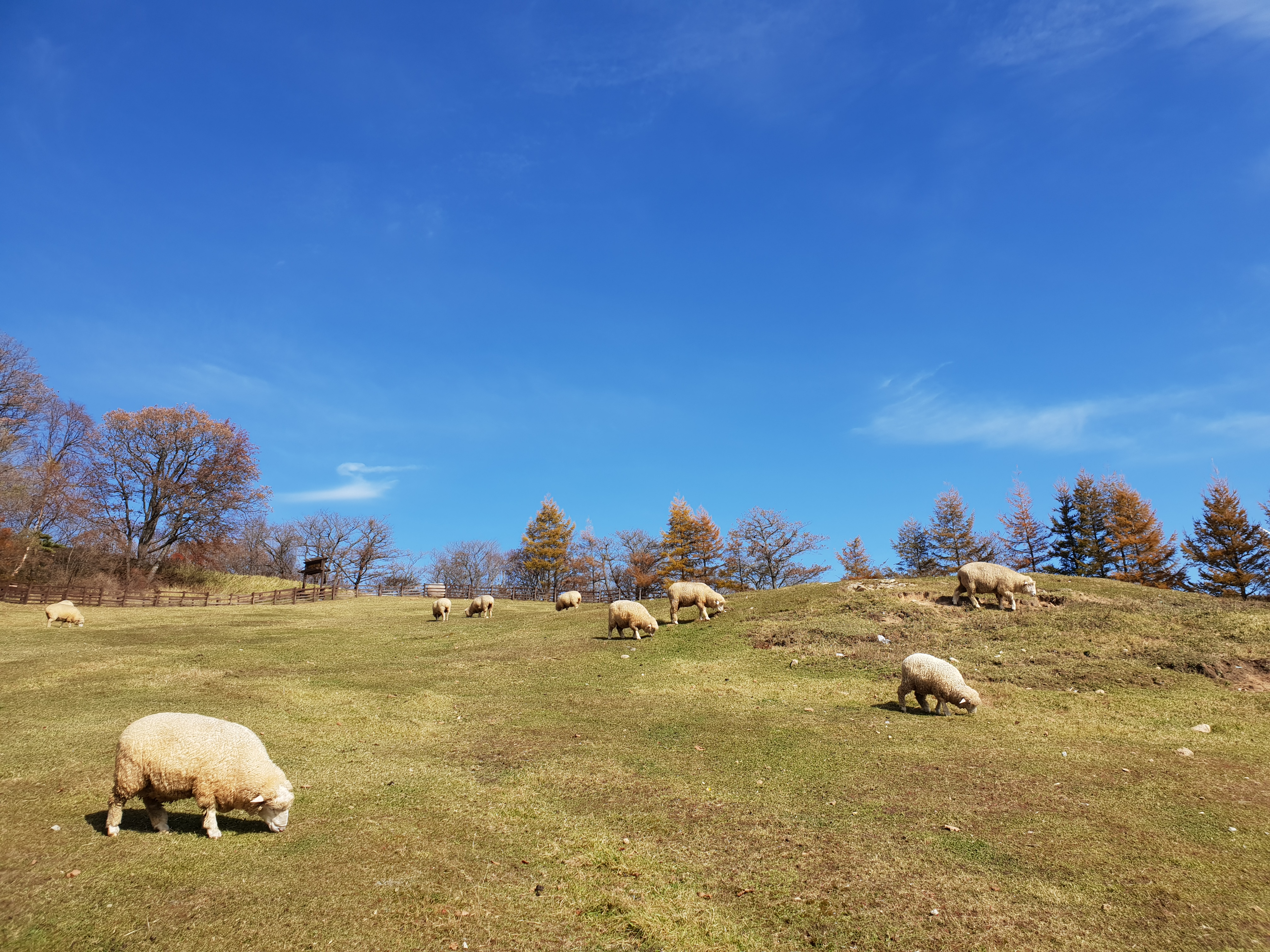
대관령 삼양목장 (2018년 10월)

## 같이 보기
- 삼양식품
- 삼양라면